# Roman Tkacz

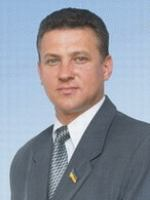
Roman Tkacz (2007)

Roman Wołodymyrowycz Tkacz, ukr. Роман Володимирович Ткач (ur. 22 maja 1962 w Jamnicy) – ukraiński polityk.

## Życiorys
W 1985 ukończył Iwano-Frankiwski Narodowy Techniczny Uniwersytet Nafty i Gazu, pracował jako majster cechu i inżynier technolog. Od 1989 należał do Ludowego Ruchu Ukrainy, wystąpił z tej partii w 2008. Od 1992 zasiadał w lokalnym samorządzie, pełniąc funkcje w administracji wykonawczej. Był także deputowanym Iwanofrankiwskiej Rady Obwodowej (w latach 1994–2002 oraz 2006–2007). Z ramienia Bloku Nasza Ukraina w 2002 uzyskał mandat posła do Rady Najwyższej Ukrainy IV kadencji. Złożył go w związku z objęciem od 4 lutego 2005 stanowiska  przewodniczącego Iwanofrankiwskiej Obwodowej Administracji Państwowej, które zajmował do 22 października 2007. W wyniku wyborów parlamentarnych w tym samym roku ponownie został deputowanym (VI kadencji), mandat sprawował do 2012. W 2011 przystąpił do Frontu Zmian, a w 2014 do Bloku Petra Poroszenki.